# Verba volant scripta manent
Verba volant, scrīpta mānent és una citació llatina d'origen medieval, i significa "les paraules volen, allò que és escrit roman". Es ressalta amb ella la fugacitat de les paraules, que se les enduu el vent, enfront de la permanència de les coses escrites.
Segons Alberto Manguel, la clàssica frase originàriament expressava precisament el contrari: s'hauria encunyat en lloança de la paraula dita en veu alta, que té ales i pot volar, en comparació de la silenciosa paraula sobre la pàgina, que resta immòbil, morta. Abans que Manguel ja ho havia assenyalat Jorge Luis Borges en el pròleg de Retorno a Don Quijote d'Alberto Gerchunoff (1951).